# Helmut Artzinger

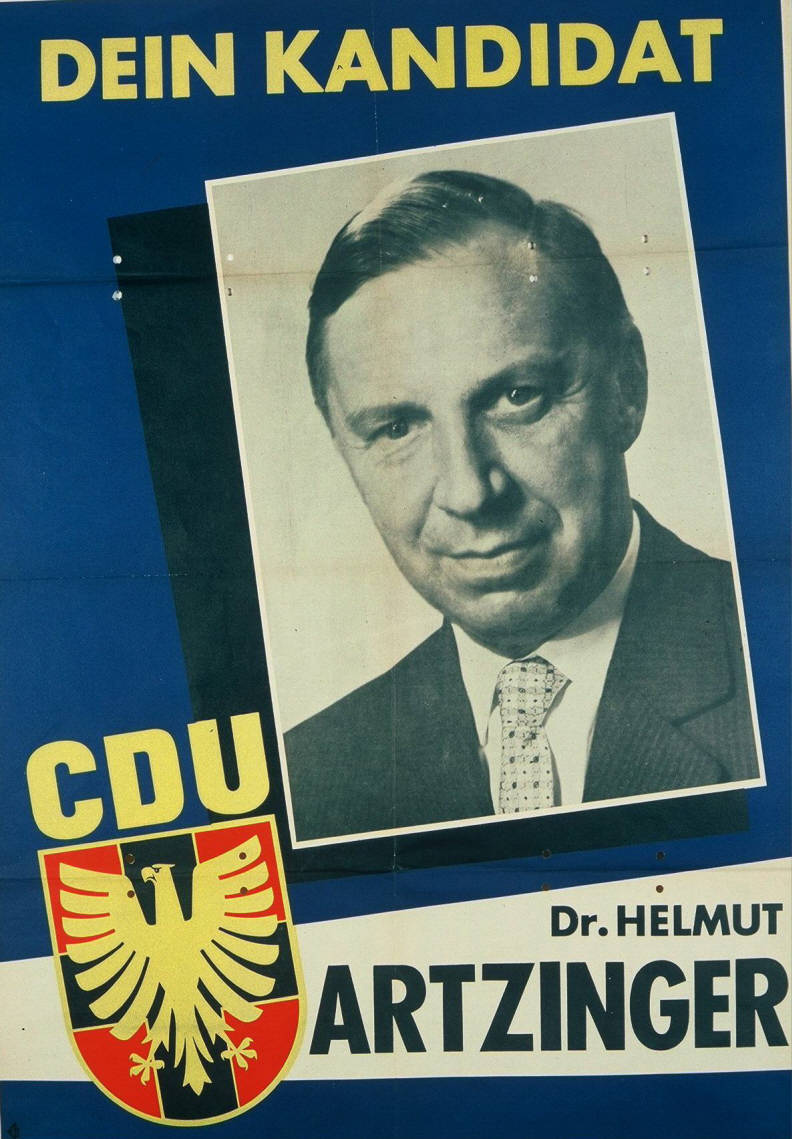
Wahlplakat der CDU (1961)

Helmut Artzinger (* 22. April 1912 in Bergisch Gladbach; † 2. Oktober 1996 in Bruchsal) war ein deutscher Jurist und Politiker (CDU).

## Leben
Nach dem Besuch der Volksschule und dem Abitur am Realgymnasium in Essen nahm Artzinger ein Studium der Rechtswissenschaften in München, Berlin und Münster auf. Er trat zum 1. August 1930 in die NSDAP ein, wurde aber offenbar zum 1. Juli 1931 wieder wegen nicht gezahlter Beiträge gestrichen (Mitgliedsnummer 281.503). 1935 beendete er sein Studium mit dem ersten juristischen Staatsexamen. Im selben Jahr wurde er verhaftet und bei der Gestapo bzw. 15 Monate auch im Konzentrationslager festgehalten. Er war von 1937 bis 1940 Mitarbeiter bei der Evangelischen Kirchengemeinde Essen-Altstadt, wurde anschließend Angestellter bei einer Treuhandgesellschaft in Mannheim und bestand 1941 die Steuerberaterprüfung. Von 1941 bis 1945 nahm er als Soldat am Zweiten Weltkrieg teil, zuletzt im Rang eines Unteroffiziers.
Nach dem Kriegsende war Artzinger erneut bis 1952 bei der Treuhandgesellschaft in Mannheim beschäftigt und wurde dort später Prokurist. Er wurde 1948 zum Dr. jur. promoviert und war seit 1956 Personalchef bei einem Industrieunternehmen in Weinheim.
Artzinger war seit 1948 Mitglied der CDU. 1953 wurde er Ratsmitglied der Stadt Weinheim und 1959 Kreistagsabgeordneter. Dem Deutschen Bundestag gehörte er von 1961 bis 1976 an. Er vertrat dort zunächst den Wahlkreis Mannheim-Land und ab 1965 den Wahlkreis Bruchsal–Karlsruhe-Land II. 1965 bis 1977 war er zusätzlich Mitglied des Europaparlamentes.
1972 wurde er mit dem Großen Verdienstkreuz der Bundesrepublik Deutschland ausgezeichnet.